# Пол Адам
Пол Адам (на френски: Paul Adam) e френски романист, драматург и критик.
Неговите ранни творби са определяни като произведения на натурализма и символизма. По-късно авторът печели популярност със своите исторически и социални романи.

## Биогарфия
Дебютира с натуралистичния роман „Мека плът“ (Chair molle, 1885), с който предизвиква скандал. Срещу автора е повдигнат съдебен процес. Вторият роман „Мен“ (Soi, 1886) на писателя е определян за произведение на символизма. Същата година, заедно с Жан Море, издава Le Thé chez Miranda, също пример за ранния символизъм.
Адам създава 2 литературни ревюта: Led Carcan с Жан Ахалберт и Le Symboliste с Море и Густав Кан, които излизат през 1886 г. Следващите художествени творби на Адам включват: „Червените тоги“ (Les robes rouges, 1896) за провинциални магистрати; „Силата на злото“ (La Force du mal, 1896) - книга за лекари; „Тайната на тълпите“ (Le Mystère des foules, 1895), в която се засягат социални проблеми.
От 1899 до 1903 г. Адам пише цикъла „Времето и животът“ (Le Temps et la Vie), който има за цел да опише живота на французите в периода 1800-1830 г., но е и история за семейството на писателя.
Писателят пътува много по света и написва 2 книги за своите посещения в Америка Vues d’Amérique (1906) и Le Trust (1910). Jeunesse et amours de Manuel Héricourt от 1913 г. е автобиография на Адам, написана като роман.
Френският писател се счита за обновител на историческия роман заради неговите задълбочени психологически анализи на фона на политически и военни събития.

## Творби
- „Мека плът“ (Chair molle) (1885)
- „Мен“ (Soi) (1886)
- Les Demoiselles Goubert (с Жан Море, 1886)
- Le Thé chez Miranda (с Жан Море, 1886)
- La glèbe (1887)
- Les Volontés merveilleuses: Être (1888)
- Les Volontés merveilleuses: L'essence de soleil (1890)
- Les Volontés merveilleuses: en décor (1890)
- L'Époque: Le Vice filial (1891)
- L'Époque: Robes rouges (1891)
- L'Époque: Les Cœurs utiles (1892)
- L'Automne (1893, цензурирана пиеса)
- Le Conte futur (1893)
- Critique des mœurs (1893)
- Les Images sentimentales (1893)
- Princesses byzantines (1893)
- La Parade amoureuse (1894)
- „Тайната на тълпите“ (Le Mystère des foules) (1895)
- Les Cœurs nouveaux (1896)
Нови сърца, изд. „Георги Д. Юруков“ (1921), прев. Мара Юрукова
- „Силата на злото“ (La Force du mal) (1896)
- L'Année de Clarisse (1897, с илюстрации от Гастон Дарбу)
- La bataille d'Uhde (1897)
- Le Vice filial (1898, с илюстрации от Жан Дедин)
- Времето и животът (Le Temps et la Vie):

1. La Force (1899)
2. L'Enfant d'Austerlitz (1901)
3. La Ruse, 1827 – 1828 (1903)
4. Au soleil de juillet, 1829 – 1830 (1903)

- Basile et Sophia (1901)
Базили и София, изд. „Цвят“ (1921), прев. Николай Райнов
- Lettres de Malaisie (1898)
- Le Troupeau de Clarisse (1904)
- Le Serpent noir (1905)
- Vues d'Amérique (1906)
- Clarisse et l'homme heureux (1907)
- La Morale des Sports (1907)
- La cité prochaine (1908)
- Les Impérialismes et la morale des peuples (1908)
- Le Malaise du monde latin (1910)
- Le Trust (1910)
- Contre l’Aigle (1910)
- Stéphanie (1913)
- Le Lion d'Arras (1919)
- Notre Carthage (1922)
- Dieu (1924, публикувано посмъртно в издателство La Phalange)